# 弗拉迪米尔·伊夫科维奇
弗拉迪米尔·伊夫科维奇（1929年7月25日—1992年3月10日），克罗地亚男子水球运动员。他曾代表南斯拉夫国家队参加1952年和1956年夏季奥林匹克运动会水球比赛，获得二枚银牌。